# Juan Antonio López
Juan Antonio López García (Irun, 9 giugno 1934) è un ex calciatore spagnolo.

## Carriera
Cresciuto nell'Alavés, debutta in prima squadra esordendo nella Segunda División spagnola. Nella stagione 1957-1958 viene acquistato dall'Athletic Bilbao: con i rojiblancos milita per cinque stagioni nelle quali è spesso relegato al ruolo di "vice" di Carmelo Cedrún.
Nel 1962 viene ceduto all'Espanyol, con cui si guadagna una promozione nella Primera División, giocandovi anche l'anno successivo.
Termina la carriera al termine della stagione 1965-1966 dopo un'esperienza al Recreativo Huelva.

## Palmarès

### Club

#### Competizioni nazionali
- Coppa di Spagna: 1

Athletic Club: 1958